# Янг, Ла Монте
Ла Монте Торнтон Янг (или Ла Монти, англ. La Monte Thornton Young, родился 14 октября 1935) — американский авангардный композитор, часто определяемый как первый композитор-минималист, участник движения «Флуксус».
Вдохновляемый индийской классической музыкой, сериализмом и джазом, Янг наиболее всего известен его новаторскими работами по исследованию жанра дроун-музыки (изначально названной "dream music"), активно изучавшейся в экспериментальном музыкальном коллективе Theatre of Eternal Music. Он также участвовал в коллаборациях с большим числом артистов, включая Тони Конрада, Джона Кейла, Терри Райли и других.

## Биография
Родился в семье мормонов в городе Берн, штат Айдахо. Его семья многократно переезжала с места на место, прежде чем осесть в Лос-Анджелесе. Там он окончил школу имени Джона Маршалла и продолжил обучение в колледже, где выступал перед Эриком Долфи со школьным джазовым коллективом.
Дальнейшее его обучение проходило в Калифорнийском университете Лос Анджелеса, где Янг получил степень бакалавра в 1958 году. В 1958—1960 годах он учился в Калифорнийском университете в Беркли, а в 1959 году посещал летние курсы в Дармштадте, которые вёл Карлхайнц Штокхаузен. В 1960 году Янг переехал в Нью-Йорк.
В 60-е гг. занимался изучением свойств расширенной тональности и разработкой специфической концепции времени, в основе которой лежала идея освобождения от внешнего времени, создания при минимуме композиционных приёмов своеобразной воронки, через которую происходит проникновение в изолированное безграничное временное пространство. Развитие этой идеи и стало главной задачей его музыкального коллектива Theatre of Eternal Music (также известным как Dream Syndicate), среди участников которого были Терри Райли, Тони Конрад, Джон Кейл и другие. Ла Монте Янг устраивал в собственном лофте нескончаемые концерты, там же занимался распространением наркотиков. Музыканты его проекта во главе с самим Янгом и его женой Мэриан Зазила часами тянули одну и ту же ноту. Затея пользовалась успехом. Джон Кейл играл там на альте, а позже утверждал, что именно он и придумал концепцию «вечной музыки», без начала и конца (то же самое говорили о себе и Янг, и Тони Конрад).
Вместе с Терри Райли Ла Монте Янг осуществил ряд экспериментальных работ для Танцевальной Компании Анны Халприн, где в их распоряжении оказался богатый арсенал инструментов, и они смогли свободно предаваться любым импровизационным экспериментам и сконцентрироваться на исследовании незападных музыкальных традиций.
Джон Кейл и Ангус Маклис неоднократно работают над его произведениями, в частности, как члены Dream Syndicate. Энди Уорхол заказывает Янгу музыку к четырём фильмам («Sleep», «Kiss», «Haircut», «Eat»).

## Интересные факты
- Ла Монте Янгом была написана самая длинная непрерывная фортепианная пьеса «Хорошо настроенное фортепиано». Она была впервые представлена публике «Диа Арт Фаундейшн» 28 февраля 1980 г. в концертном зале на Хэррисон-стрит, Нью-Йорк. Её исполнение заняло 4 ч 12 мин 10 с и было зафиксировано в книге рекордов Гиннесса[10].

- В 1963 году Джон Кейдж организовал свой фортепианный марафон, на котором несколько пианистов, сменяя друг друга, исполняли фортепианную пьесу Эрика Сати «Vexations» (или «Раздражения», 1893 г.) В общей сложности этот концерт продолжался 18 часов [11] Впоследствии исполнение «Vexations» повторялось ещё несколько раз.

## Подкасты
Трубач и музыкальный журналист Андрей Соловьёв комментирует пьесу «31 VII 69 10:26 — 10:49 PM Munich From Map Of 49’s Dream The Two Systems Of Eleven Sets Of Galactic Intervals Ornamental Lightyears Tracery» с альбома Ла Монте Янга «Black Record» (Edition X, 1969) Архивная копия от 13 мая 2013 на Wayback Machine